# فهرست گونه‌های بیگانه مهاجم در اتحادیه اروپا

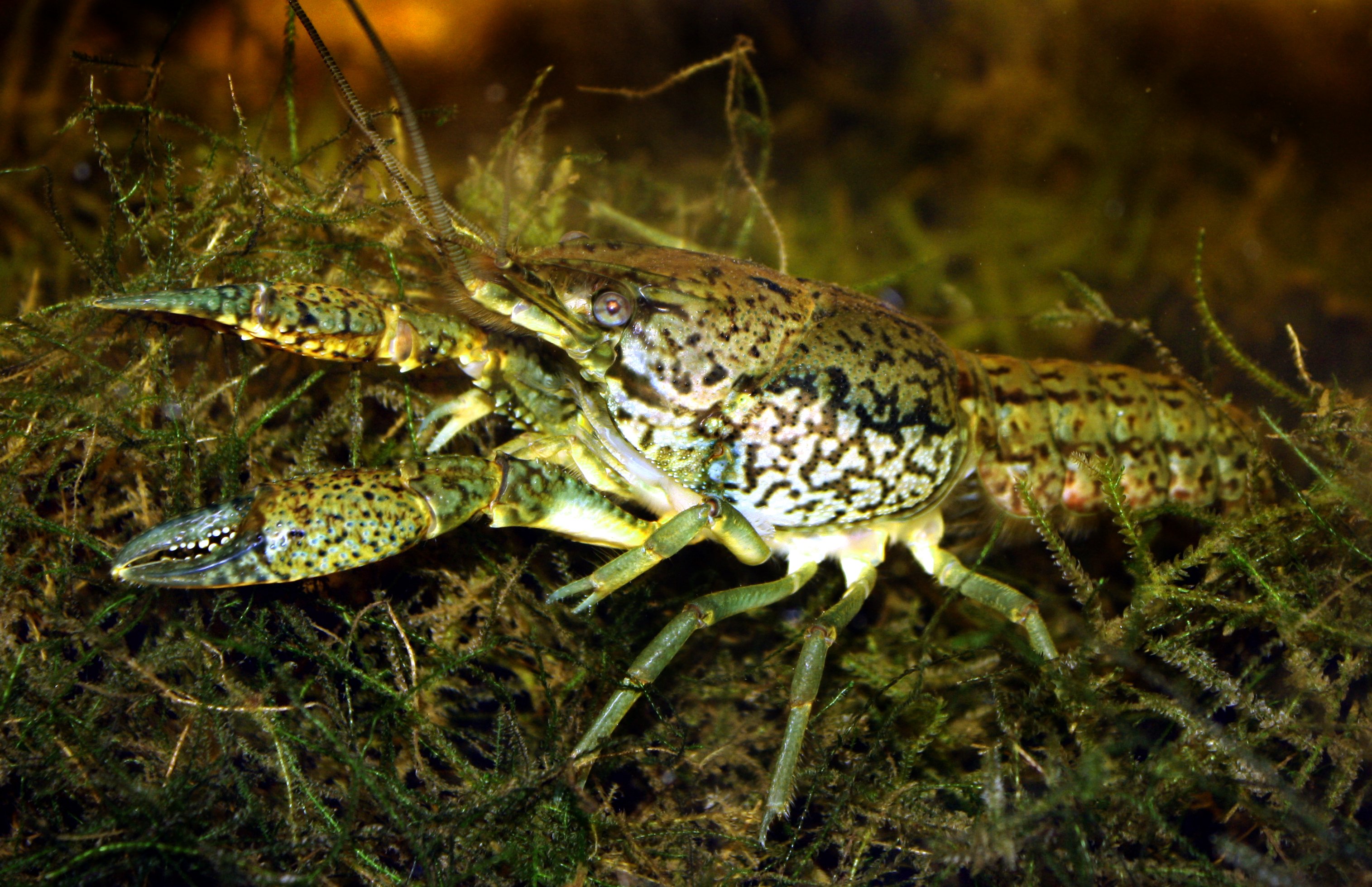
Procambarus virginalis (خرچنگ مرمری)، که از یک جمعیت ثابت در جنوب غربی آلمان صید شده است.

در سال ۲۰۱۶، به دنبال مقررات اتحادیه اروپا ۱۱۴۳/۲۰۱۴ دربارهٔ گونه‌های مهاجم بیگانه (IAS)، کمیسیون اروپا نخستین فهرست 37 IAS مورد نگرانی اتحادیه را منتشر کرد. این فهرست برای نخستین بار در سال ۲۰۱۷ به روز شد و شامل ۴۹ گونه بود. از زمان دومین به‌روزرسانی در سال ۲۰۱۹، ۶۶ گونه به عنوان IAS مورد توجه اتحادیه اروپا فهرست شده است. از زمان سومین به‌روزرسانی در سال ۲۰۲۲، ۸۸ گونه به عنوان IAS مورد نگرانی اتحادیه اروپا فهرست شده‌اند، اگرچه گنجاندن نهایی ۴ گونه از این گونه‌ها به سال‌های ۲۰۲4 (3) و ۲۰۲7 (1) موکول شده است.
گونه‌های موجود در این فهرست دارای محدودیت‌هایی برای نگهداری، واردات، فروش، پرورش و رشد هستند. کشورهای عضو اتحادیه اروپا باید اقداماتی را برای جلوگیری از گسترش آنها، اجرای نظارت و ترجیحاً از بین بردن این گونه‌ها انجام دهند. حتی اگر آنها در حال حاضر در کشور گسترده شده‌اند، انتظار می‌رود که گونه‌ها را برای جلوگیری از گسترش بیشتر مدیریت کنند.